# Rajasthan Patrika
Rajasthan Patrika é um jornal diário em hindi indiano. Foi fundada por Karpoor Chandra Kulish em 1956 e publicada como Rajasthan Patrika em Delhi e Rajasthan, e como Patrika em nove outros estados.
De acordo com a Pesquisa indiana de leitores de 2013, o Rajasthan Patrika emergiu como o quarto jornal em língua hindi mais lido na Índia e o Patrika em sexto.

## História
O Rajasthan Patrika foi fundado por Karpoor Chandra Kulish em 7 de março de 1956. Ao longo dos anos, tornou-se um diário nacional líder.

## Edições
O Rajasthan Patrika imprime edições em Nova Délhi e nos sete estados de Chhattisgarh (em Bilaspur, Jagdalpur e Raipur), Gujarat (em Ahmedabad e Surat), Karnataka (em Bangalore e Hubli), Madhya Pradesh (sob o nome mais curto de Patrika em Bhopal, Gwalior, Indore, Jabalpur, Ujjain e oito outras cidades), Rajastão em (Jaipur, Jodhpur, Kota, Gangapur City e treze outras cidades) e em Tamil Nadu (em Chennai e Coimbatore).
O Grupo Patrika tem uma enorme incursão digital, desfrutando de mais de 28,54 milhões de visitantes únicos por mês. (Conforme Comscore (Web para dispositivos móveis), Notícias e informações - 19 de fevereiro).
No início de 2015, o Rajasthan Patrika anunciou um site de notícias em inglês baseado em Délhi, chamado Catch, sob a égide da jornalista e editora sênior Shoma Chaudhury. O Rajasthan Patrika também publica duas revistas infantis bimestrais em hindi - "Balhans" e "Chotu-Motu".

## Crítica
Patrika foi criticada por não implementar as recomendações do Majithia Wage Board para aumentar os salários dos funcionários de jornais, vários casos foram apresentados em vários tribunais superiores dos estados da Índia e até no Supremo Tribunal da Índia.

## Atividades de conscientização social
- Amritam Jalam: A campanha se concentra na economia de água através da restauração e renovação de corpos d'água negligenciados e abandonados.[8]

## Prêmios concedidos por Patrika

### Prêmio Internacional de Jornalismo Karpoor Chandra Kulish
Em 2007, o Rajasthan Patrika instituiu o Prêmio Internacional de Jornalismo Karpoor Chandra Kulish em memória de Karpoor Chand Kulish, o editor fundador. Este prêmio internacional anual carrega um prêmio em dinheiro de onze mil dólares e um troféu. O prêmio tem como objetivo reconhecer os esforços de líderes de opinião na mídia, as excelentes contribuições dos jornalistas para defender os valores profissionais, bem como proteger e promover a ética e a moral, o direito e a liberdade das pessoas para uma melhor qualidade de vida. O Dawn Pakistan e o Hindustan Times Delhi receberam o prêmio inaugural em Nova Délhi em 12 de março de 2008.

### Prêmio Preocupado de Comunicador
Como parte de suas iniciativas de RSE e parceria social para um mundo melhor, o Rajasthan Patrika instituiu o Concerned Communicator Award em 1997. O vencedor recebe um prêmio em dinheiro de onze mil dólares e um certificado.

## Conquistas
- Site First News da Índia no domínio IDN पत्रिका. तारत[12]

## Colunista notável
- S. Gurumurthy[carece de fontes?]
- Feroze Varun Gandhi[carece de fontes?]